# John Parricelli

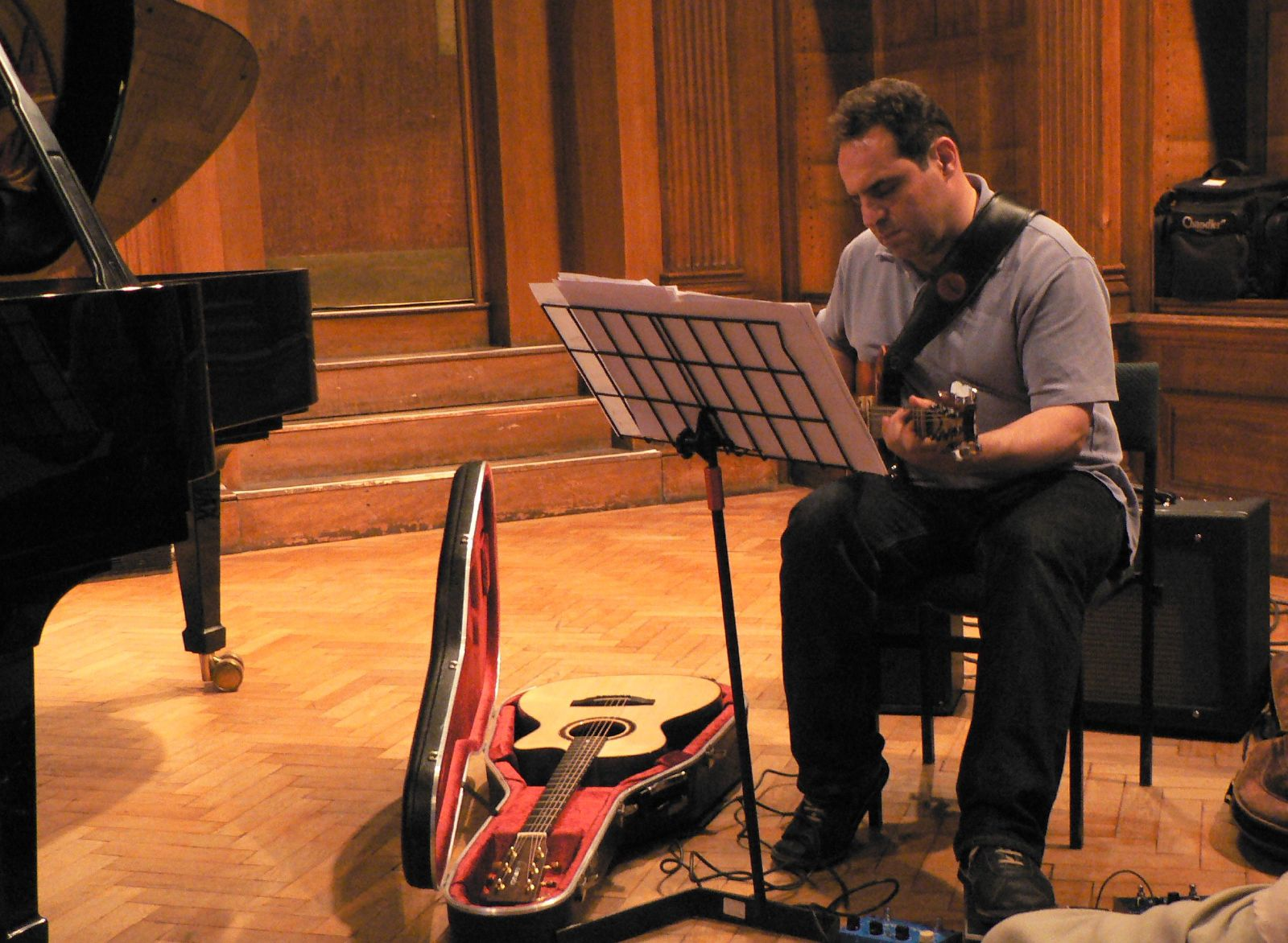
Parricelli (2007)

John Parricelli (* 5. April 1959 in Evesham) ist ein britischer Jazz-Gitarrist, der international tourt und vor allem als Sideman auftritt.
Parricelli begann seine professionelle Musikerlaufbahn als Gitarrist 1982. Er war Gründungsmitglied der britischen Bigband Loose Tubes, mit der er drei Alben einspielte. Unter anderem spielte er mit Annie Whitehead, Kenny Wheeler, Norma Winstone, Lee Konitz, Paul Motian, Tim Whitehead, Chris Laurence, Eddie Parker, Peter Erskine, Vince Mendoza, Julian Argüelles, Iain Ballamy's Acme, dem Mark Lockheart Quartet, Andy Sheppard, Colin Towns und dem Martin Speake Quintet. Zu hören ist er auf Gerd Dudeks Album ’Smatter (2002) und auf Chris Laurences Ken Wheeler: Some Gnu Ones (2021).
Seit 1997 hat er als Musiker zahlreiche Beiträge zu Filmmusiken geliefert, zum Beispiel für Billy Elliot – I Will Dance (2000), Der Beweis – Liebe zwischen Genie und Wahnsinn (2005), Happy-Go-Lucky oder Milk (beide 2008).
Als Mitglied der Formation Lars Danielsson – Tarantella spielt Parricelli neben dem Trompeter Mathias Eick und dem Pianisten Leszek Możdżer auf dem Festival JazzBaltica 2010.

## Diskografie
- Tango del Fuego (Musical Heritage Society, 1999) mit James Galway und Band
- Alba (Provocateur, 2000)
- P.S. (Provocateur, 2003) mit Andy Sheppard[3]
- Tarantella (ACT, 2009) mit Lars Danielsson[4]
- Trio (ACT, 2024) mit Lars Danielsson & Verneri Pohjola